# Ceinture de radiations

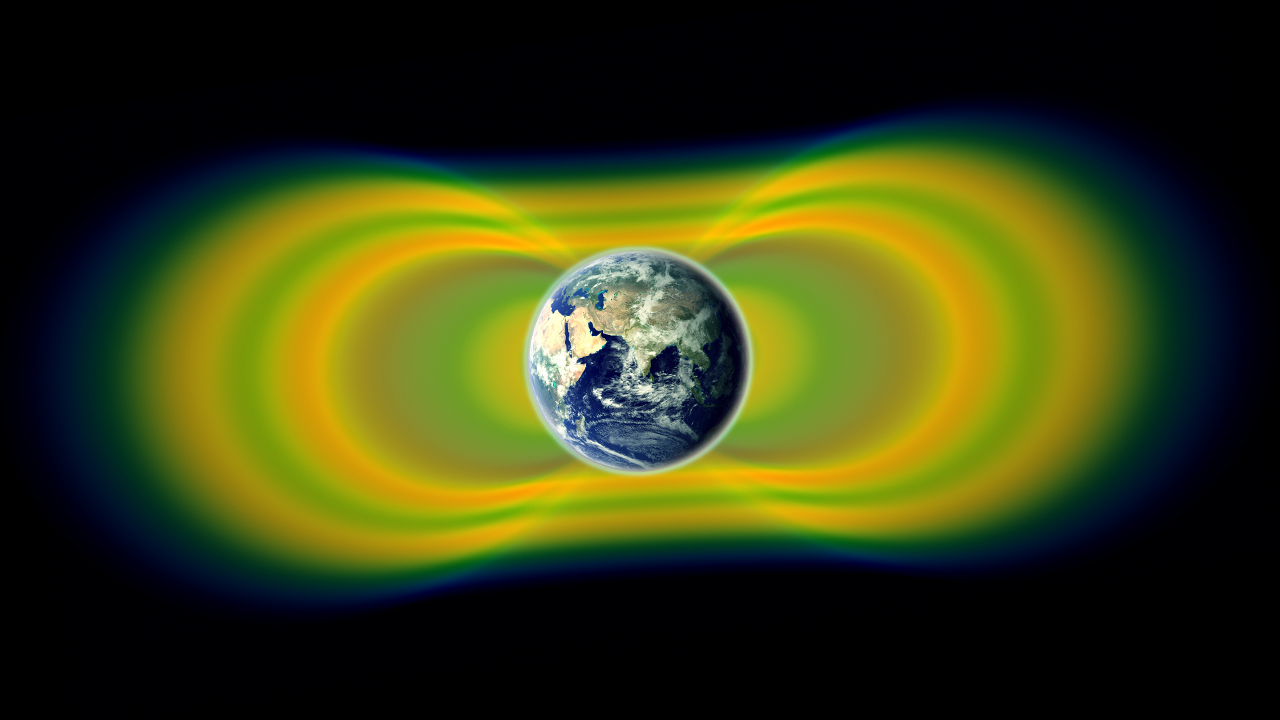
Illustration des ceintures de Van Allen de la Terre, les zones de radiation étant en jaune.

Une ceinture de rayonnement ou ceinture de radiations (calque de l'anglais radiation belt) est une région de la magnétosphère de certaines planètes dans laquelle des particules chargées à haute énergie sont piégées par le champ magnétique de la planète.
Les ceintures de rayonnement entourant la Terre sont appelées ceintures de Van Allen. Notre planète possède deux ceintures stables, mais d'autres peuvent être créées par moments. Leur découverte est attribuée à James Van Allen et elles portent de ce fait son nom. Les ceintures principales sont situées entre 700 et 60 000 km au-dessus de la surface de la Terre, c'est-à-dire dans la magnétosphère terrestre et le niveau de radiation y étant présent varie. De la même façon que celle-ci, ces ceintures possèdent une forme allongée, en forme de larme, attribuable aux forces engendrées par les particules provenant du vent solaire. Concernant les particules les formant, il est possible d'avancer comme hypothèse qu'elles proviendraient du vent solaire et des rayons cosmiques.
Des ceintures similaires ont été détectées autour d'autres planètes du Système solaire telles que les géantes gazeuses Jupiter et Saturne, les géantes de glaces Uranus et Neptune ainsi que, plus près de nous, la planète tellurique Mercure. En 2023, une ceinture de radiations est détectée autour de la naine brune LSR J1835+3259, assez semblable à celles entourant Jupiter.

## Histoire

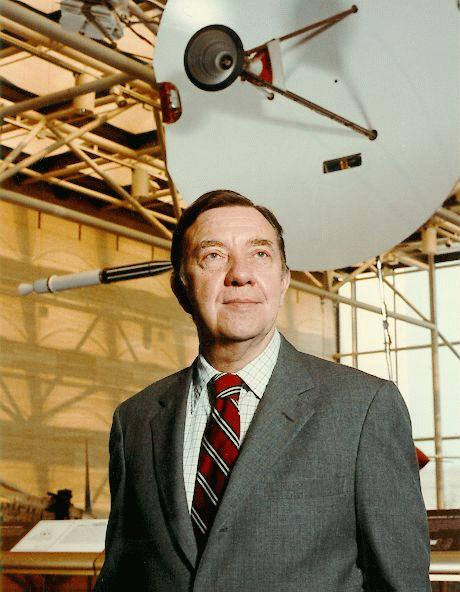
James Alfred Van Allen, l'un des premiers scientifiques à avoir étudié les ceintures portant son nom.

Avant 1958, des scientifiques ont déjà supposé que des ions et des électrons puissent être capturés par le champ magnétique terrestre. Cependant, ils pensent que les particules capturées lors d'une éruption solaire forment un anneau se désagrégeant rapidement après l'éruption. En effet, Kristian Birkeland et Carl Størmer avaient étudié cette possibilité dès le milieu du XIXe siècle.
La découverte de ces ceintures de radiation a été, par la suite, attribuée à James Alfred Van Allen qui, avec ses étudiants, ont été les premiers scientifiques à confirmer leur existence. Les sondes spatiales Explorer 1, Explorer 3, Explorer 4 et Pioneer 3, toutes lancées en 1958, ont fourni les données confirmant l'existence des ceintures puis ont permis leur cartographie.
L’appellation de Van Allen réfère spécifiquement aux ceintures de radiation de la Terre. Cependant, des ceintures similaires ont été détectées autour d'autres planètes, dont Jupiter, Saturne, Mercure, Uranus et Neptune et étoiles. Cependant, le Soleil n'a aucune ceinture durable puisqu'il n'a pas de champ magnétique global avec dipôle stable.

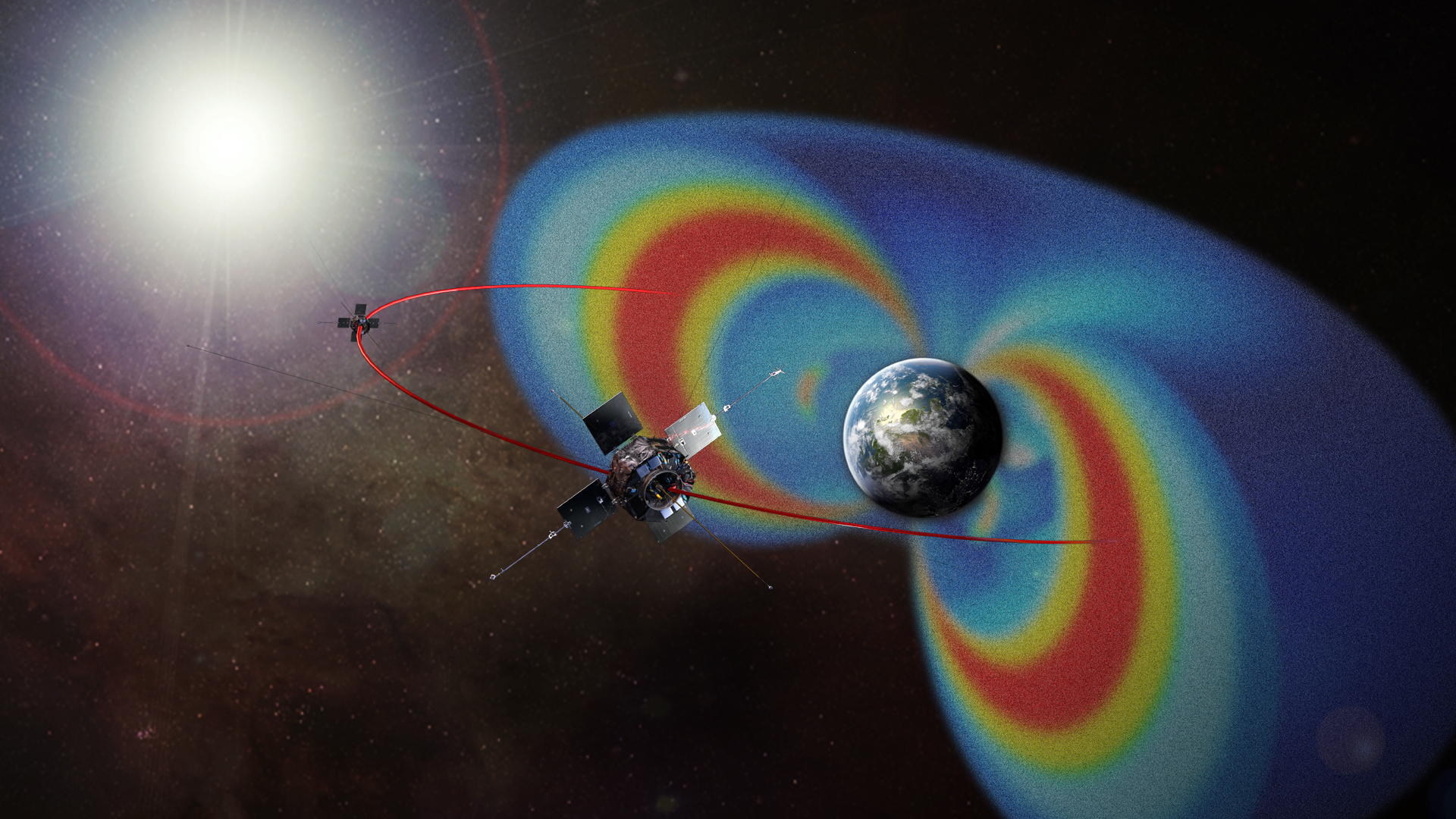
Vue d'artiste des satellites Van Allen.

En 2012, dans le cadre de la mission Van Allen Probes, la NASA lance les satellites Van Allen afin de mesurer et caractériser les régions subissant les rayonnements des ceintures de Van Allen.
Cette mission vise à élargir la connaissance des ceintures de Van Allen. L'un des buts recherchés est de déterminer les processus expliquant l'accélération et le déplacement des ions et des électrons à l'intérieur des ceintures et l'origine du déclenchement de ceux-ci. Il y a également un projet d'étudier le processus par lequel les électrons situés dans les ceintures s'en échappent, de quantifier ces pertes et de déterminer le processus d'équilibre entre la perte et le gain de particules dans les ceintures. Enfin, cette mission vise à préciser les changements qui s'opèrent dans les ceintures en période d'orages magnétiques.

## Ceintures de Van Allen

### Structure

Représentation latérale en coupe des deux ceintures principales de la Terre.

#### Ceinture interne
La ceinture interne, située à une altitude variant entre 700 km et 10 000 km, est principalement constituée de protons à haute énergie provenant du rayonnement cosmique et du vent solaire, piégés par le champ magnétique terrestre et pouvant subsister pendant plusieurs années. La plupart des particules s'y trouvant se seraient formées à partir de neutrons, dont la présence est attribuée à une réaction entre certains rayons cosmiques et la haute atmosphère terrestre.

#### Ceinture externe

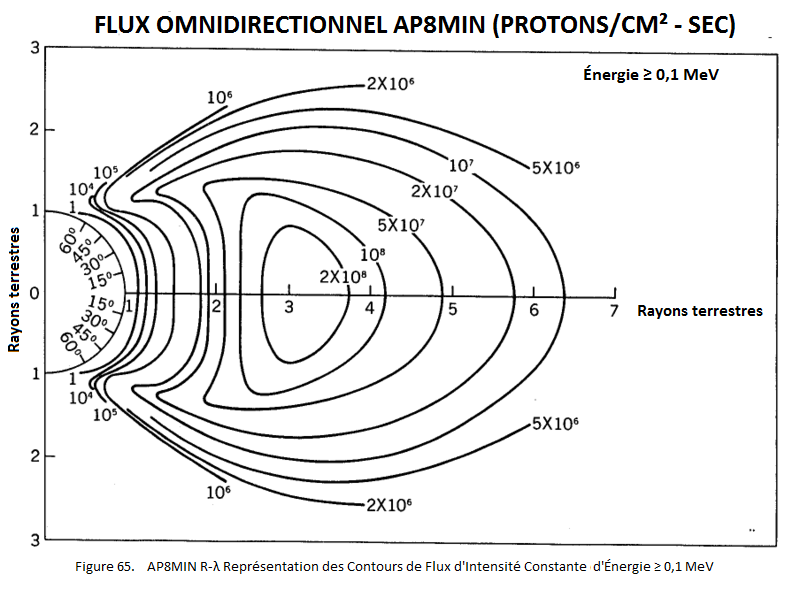
Représentation en coupe du flux de protons traversant un point donné des ceintures en période d'activité solaire minimale.

La ceinture externe s'étend de 13 000 km à 60 000 km au-dessus de la surface de la Terre. Elle est cependant fortement variable et peut donc s'étirer ou se raccourcir en fonction des périodes d'orages magnétiques. L'énergie du courant annulaire de cette ceinture est principalement portée par les ions y étant présents, la plupart de ceux-ci étant des protons, en abondance dans le vent solaire. Cependant, le courant annulaire de la ceinture externe contient également des particules alpha et des ions positifs d'oxygène, similaires à ceux de l'ionosphère, mais beaucoup plus énergétiques. Ce mélange d'ions suggère que le courant annulaire de particules provient probablement de plus d'une source. À l'intérieur de cette région très dynamique, le flux peut changer de 5 ordres de grandeur sur une période de temps de plusieurs heures à quelques jours. Sa grandeur maximale se situe à entre 4 et 5 rayons terrestres.
Les particules de cette ceinture ont des vitesses très élevées, dont l'accélération serait attribuée au transport de particules externes ou encore à une source d'énergie déployée à l'intérieur de la ceinture. En octobre 2012, il a été observé une activité accrue provenant du centre et se propageant vers les bords de la ceinture, ce qui appuie la deuxième option. Cette région contient un nombre important d'électrons à haute énergie provenant de l'explosion ou de collisions d'astres. La partie interne de la ceinture externe, contenant une quantité de protons et une densité de charge positive très élevée, formerait une barrière pour ces électrons, les prévenant d'atteindre la ceinture interne ou encore la surface de la Terre.

#### Ceintures temporaires

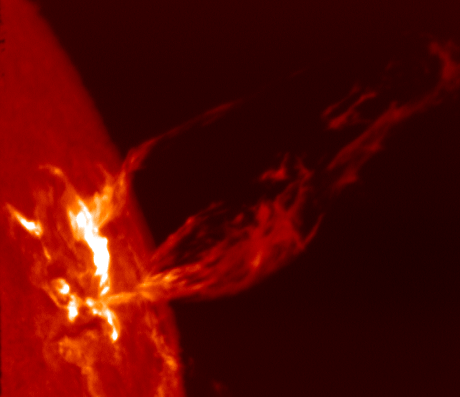
Une éjection de masse coronale peut entraîner une modification des ceintures de Van Allen.

Une troisième ceinture de radiations peut se former à partir d'une onde de choc de particules énergétiques provenant du Soleil, puis disparaître en un intervalle de temps de quelques semaines. Cette nouvelle ceinture se situe généralement entre la ceinture interne et la ceinture externe, secouant fortement la ceinture externe et la séparant en deux parties.
En février 2013, une équipe de l'université du Colorado annonce la découverte d'une troisième ceinture de radiations non permanente en se fondant sur des observations des sondes jumelles Van Allen Probes datant de septembre 2012. Le phénomène a été provoqué par l'onde de choc électromagnétique et de plasma découlant d'une éjection de masse coronale (EMC) et a persisté pendant quatre semaines avant d'être disloqué par une autre onde de choc d'EMC,.

### Impacts
Les ions des ceintures engendrent des dégâts sur les satellites et, pour cette raison, les pièces fragiles doivent être protégées par un blindage adéquat s'ils y passent un certain temps. De plus, l'exposition, même d'une courte durée, aux parties les plus intenses de la ceinture étant fatale, les astronautes doivent impérativement avoir comme protection un blindage et un choix de trajectoire minimisant l'exposition à la ceinture de Van Allen.
Pour les voyages spatiaux, il est important de planifier l'orbite de lancement afin de minimiser le temps passé à l'intérieur des ceintures et, par le fait même, les dommages pouvant être causés aux appareils ainsi que les risques de santé pour les astronautes. Par exemple, lors du lancement d'un appareil spatial vers la Lune, une inclinaison de 90 degrés permet une orbite se situant au-dessus ou en-dessous des limites des ceintures, les vaisseaux pouvant ainsi échapper aux zones de radiation.